# Elne
Elne (på Catalansk: Elna) er en by og kommune i departementet Pyrénées-Orientales i Sydfrankrig. Elne ligger i det gamle landskab Roussillon og var før Perpignan hovedstaden.

## Navn
Byens gamle navn er Illiberis. Dette navns oprindelse er usikker, men en forklaring er, at det kommer fra iberisk-baskisk og betyder ny by. Det understøttes af at navnet Illiberis tidligere også blev brugt om to fjerntliggende byer Granada i Sydspanien og Auch i Sydvestfrankrig.
Mellem 328 og 350 skiftede byen navn til Castrum Helenae – Fort Helena. Skiftet har været politisk begrundet. Helena var mor til den romerske kejser Konstantin den Store. Elne/Elna er så senere afledt af Helenae.

## Geografi
Elne ligger 4 km fra Middelhavet ved floden Tech tæt på den spanske grænse og 12 km sydøst for Perpignan. Kommunen er en del af Roussillons store sletteområde. Overalt fra kommunen er der dog udsigt til Les Albères, som er en del af Pyrenæerne. En smal stribe land langs Tech forbinder kommunen med havet.
Byen selv ligger på og omkring en lille bakke (65 m) med katedralen beliggende højest. Tech løber i dag syd om bakken, men i antikken løb en del af floden nord om byen. Byen er omgivet af marker med vin og grøntsager.
Elne er hovedby i kantonen af samme navn bestående af kommunerne: Elne, Villeneuve-de-la-Raho, Corneilla-del-Vercol, Montescot, Bages, Théza og Ortaffa.

## Historie
Fra Elne er der udsigt over Roussillon-sletten og området omkring byen har været beboet siden stenalderen. Byen er den ældste by i Roussillon og da den ligger på vejen til den Iberiske Halvø har adskillige civilisationer efterladt sig spor i byen. I antikken var Elne en iberisk oppidum eller befæstet by. Den omtales første gang af Livius . Han nævner Illiberis som stedet, hvor Hannibal slog lejr da han havde krydset Pyrenæerne i 218 fvt. Her forhandlede han med de galliske høvdinge om passage gennem deres territorier på vej til Italien. I slutningen af det 1. århundrede beskriver Plinius den Yngre, Illiberis som resterne af en tidligere storby.
I 350 blev Constans, kejser Konstantins søn myrdet i byen.
Da det sydlige Gallien i 462 blev delt, blev Elne en af de syv byer i Septimania. I det 6. århundrede blev Elne hovedsæde i et katolsk bispedømme. Den første kendte biskop Dominus nævnes i 571 i Johannes af Biclars krønike. I 599 var byens biskop med til kirkemødet i Toledo. Biskoppen i Elne afholdt i 1027 selv et betydende kirkemøde i det nærliggende Toulouges. De kommende århundreder afholdt biskoppen af Elne adskillige store kirkemøder.
Da araberne krydsede Pyrenæerne i 719 var Elne en af de første byer, som blev angrebet.
Den nuværende katedral Sainte-Eualie-et-Sainte-Julie stod færdig i 1069. Byens romanske kloster blev bygget fra det 12. til det 14. århundrede. I 1285, da byen var under aragonsk herredømme, startede pave Martin IV et korstog mod Aragonien. Elne blev plyndret, katedralen sat i brand og de mennesker, som havde søgt tilflugt i den, blev nedslagtet af den franske kong Filip IIIs tropper.
I den senere middelalder blev Elne i stigende grad overskygget af Perpignan. Roussillons grever flyttede deres hovedsæde til Perpignan, men Elne forblev dog bispesæde i endnu 200 år. I 1601 blev bispesædet flyttet til Perpignan af pave Clemens VIII.
I 1472 gjorde Elnes indbyggere oprør mod det franske overherredømme. Byen blev belejret og erobret og oprørets leder Bernat d'Oms blev halshugget. I 1493 blev Elne sammen med resten af Roussillon returneret til Aragonien. I 1641 blev Elne endnu engang belejret af franske tropper og efter Pyrenæerfreden i 1659 kom byen igen under Frankrig. Den gamle middelalderby blev delvis revet ned i 1680 efter ordre fra Louis XIV.
Senere udviklede Elne sig til en landbrugsby langt fra fordums storhed.

## Demografi
Udvikling i folketal
| 1793  | 1800  | 1806  | 1821  | 1831  | 1836  | 1841  | 1846  | 1851  |
| ----- | ----- | ----- | ----- | ----- | ----- | ----- | ----- | ----- |
| 1.196 | 1.309 | 1.804 | 1.961 | 2.093 | 2.229 | 2.260 | 2.538 | 2.524 |

| 1856  | 1861  | 1866  | 1872  | 1876  | 1881  | 1886  | 1891  | 1896  |
| ----- | ----- | ----- | ----- | ----- | ----- | ----- | ----- | ----- |
| 2.462 | 2.486 | 2.800 | 2.698 | 2.764 | 3.103 | 3.237 | 3.233 | 3.303 |

| 1901  | 1906  | 1911  | 1921  | 1926  | 1931  | 1936  | 1946  | 1954  |
| ----- | ----- | ----- | ----- | ----- | ----- | ----- | ----- | ----- |
| 3.551 | 3.500 | 3.527 | 3.374 | 3.661 | 4.046 | 4.097 | 4.347 | 5.091 |

| 1962                                                              | 1968  | 1975  | 1982  | 1990  | 1999  | 2006  | 2013  | 2017  |
| ----------------------------------------------------------------- | ----- | ----- | ----- | ----- | ----- | ----- | ----- | ----- |
| 5.744                                                             | 5.892 | 6.017 | 6.177 | 6.262 | 6.410 | 7.325 | 8.450 | 8.941 |
| Tal fra og med 1962 er uden dobbelttælling (sans doubles comptes) |       |       |       |       |       |       |       |       |